# Maurice De Booser
Maurice De Booser (Gent, 21 juli 1888 - aldaar, 26 september 1924), was een Belgische langeafstandsloper met als specialiteit de 5000 m en het veldlopen.

## Biografie
De Booser begint zijn sportloopbaan bij het Regiment Jagers te Paard van het Belgisch leger in Doornik. Van 1908 tot 1911 woont hij in Brussel en is daar lid van atletiekclub Racing Club Brussel. In 1912 keert hij terug naar Gent en sluit aan bij Stade Gent. In datzelfde jaar wordt De Booser Belgisch kampioen op de 5000 m in een nationale recordtijd van 16.18,8. In het veldlopen stuit De Booser in de nationale kampioenschappen telkens op François Delloye.
Tijdens de Eerste Wereldoorlog is De Booser gelegerd aan de IJzer. Hij komt verzwakt terug van het front en kan zijn sportloopbaan niet voortzetten. Als ondervoorzitter en trainer van de club wordt De Booser een van de grote bezielers van atletiekclub KAA Gent.
In 1921 opent De Booser het sportcafé Café de l'Etente in de Gentse Vlaanderenstraat 63, tevens clublokaal van de atletiekclub.
Maurice De Booser sterft in 1924, ten gevolge van de zware oorlogsjaren. Sinds 1927 tot op heden organiseert atletiekclub KAA Gent jaarlijks de naar hem genoemde veldloop De Booser.

## Belgische kampioenschappen
| onderdeel | jaar |
| --------- | ---- |
| 5000 m    | 1912 |

## Persoonlijke records
| Onderdeel | Prestatie       | Datum        | Plaats |
| --------- | --------------- | ------------ | ------ |
| 5000 m    | 16.18,8 (ex NR) | 30 juni 1912 | Ukkel  |

## Palmares

### 5000 m
- 1912:  BK AC - 16.18,8 (NR)

### 10.000 m
- 1911:  BK AC

### veldlopen
- 1910: 4e BK AC
- 1912:  Challenge Alphonse Denies
- 1912:  Schaal Van den Abeele
- 1912:  Schaal Guffens
- 1912:  BK AC
- 1913:  Schaal Van den Abeele
- 1913: 4e BK AC

### marathon
- 1910:  marathon van Gent - 3:05